# Abraham Lincoln: The Man
Abraham Lincoln: The Man (también llamado Lincoln de pie) es una estatua de bronce de 12 pies (3,7 m)  de altura, que representa a Abraham Lincoln, el 16° presidente de los Estados Unidos. La estatua original se encuentra en el Lincoln Park de Chicago y, posteriormente, Estados Unidos envió una nueva fundición de la estatua como obsequio diplomático al Reino Unido y a México.
Completado por Augustus Saint-Gaudens en 1887, ha sido descrito como la escultura más importante de Lincoln del siglo XIX. En ese momento, el New York Post lo calificó como "el logro más importante que la escultura estadounidense ha producido hasta ahora". Abraham Lincoln II, el único nieto de Lincoln, estuvo presente, entre una multitud de 10,000 personas en la inauguración inicial. Más tarde, el artista creó la escultura Abraham Lincoln: The Head of State ('Lincoln sentado') en el Grant Park de Chicago.

## Diseño

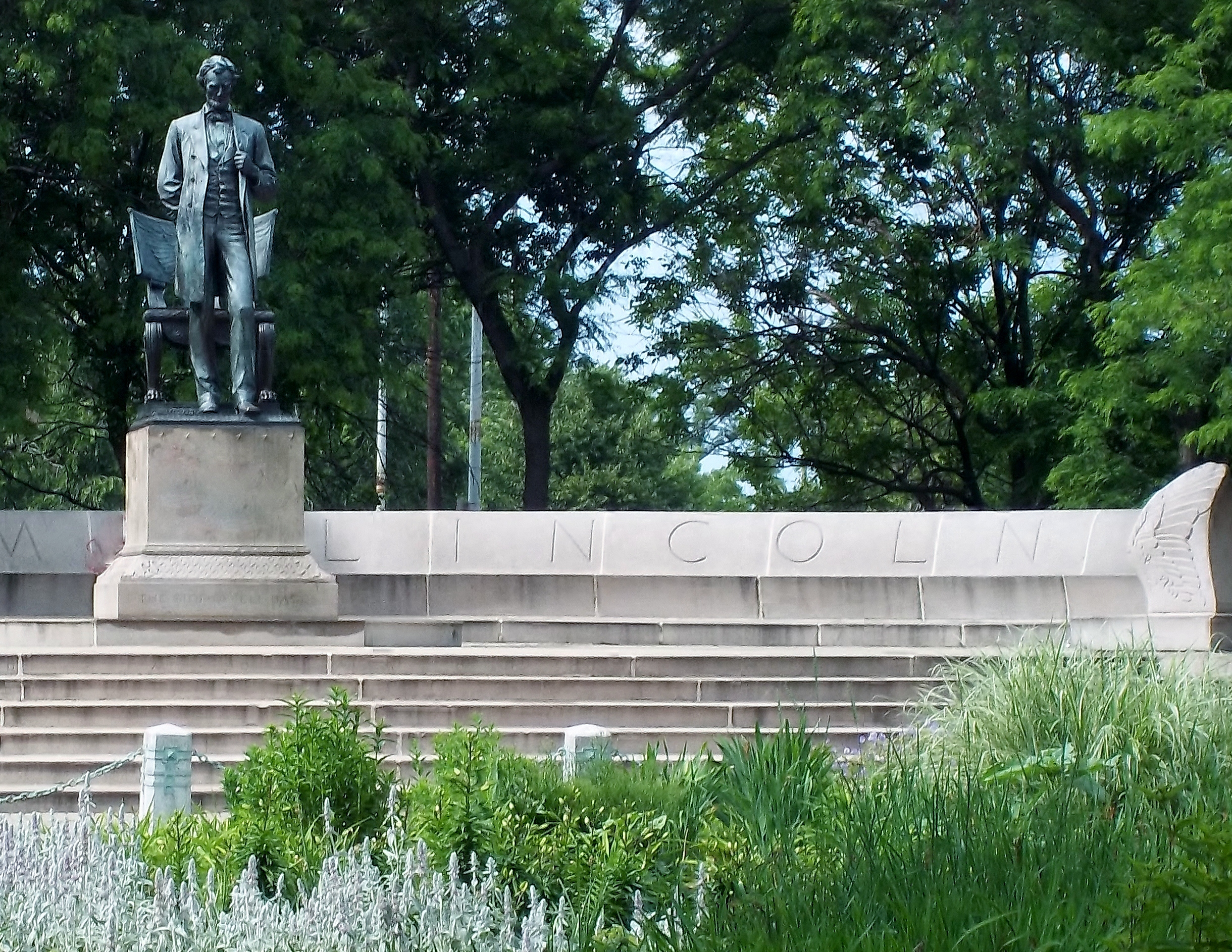
Una exedra (plataforma semicircular con banco) diseñada por Stanford White enmarca el estatuto original de Saint Gaudens en Chicago.

La escultura representa a un Lincoln contemplativo levantándose de una silla, a punto de dar un discurso. Está asentado sobre un pedestal y, en Chicago, una exedra diseñada por el arquitecto Stanford White. El empresario de Chicago Eli Bates (1806–1881) proporcionó $ 40 000 en su testamento para la estatua. Saint-Gaudens fue seleccionado especialmente para el encargo después de que un concurso de diseño no lograra producir un artista ganador. Saint-Gaudens, quien reverenciaba al presidente, había visto a Lincoln en el momento de su investidura y luego vio el cuerpo de Lincoln en estado. Para su diseño, el artista también se basó en una máscara de vida y moldes hechos a mano de Lincoln en 1860 por Leonard W. Volk. Mientras planeaba y trabajaba en el Lincoln de pie, Saint-Gaudens fue atraído por primera vez a lo que se convertiría en su hogar y estudio, y en la colonia de artistas asociados. Para convencerlo de que se fuera de vacaciones cerca de Cornish, Nuevo Hampshire un amigo le dijo que el área tenía «muchos hombres con forma de Lincoln».

## Recepción y legado
El naturalismo de la escultura influyó en una generación de artistas. El monumento también era uno de los favoritos de la fundadora de Hull House, Jane Addams, quien una vez escribió: "Caminé por el camino tedioso desde Hull-House hasta Lincoln Park... para mirar y obtener el consejo magnánimo de la estatua". El periodista Andrew Ferguson analiza la estatua en profundidad en su libro Land of Lincoln, y escribe que la estatua presenta "una especie de cansancio del mundo que parece casi amable". La ciudad de Chicago le otorgó el estatus de monumento histórico el 12 de diciembre de 2001. Se encuentra cerca del Museo de Historia de Chicago y North Avenue.

## Réplicas
Las réplicas de la estatua se encuentran en la Tumba de Lincoln en Springfield, Illinois, el Parque Lincoln en la Ciudad de México y en Parliament Square en Londres. La estatua de la Plaza del Parlamento fue entregada a Gran Bretaña en julio de 1920. El embajador estadounidense hizo una presentación formal en Central Hall, Westminster, donde el primer ministro David Lloyd George aceptó el obsequio en nombre del pueblo británico; Después de una procesión hasta la Plaza del Parlamento, el príncipe Arturo, duque de Connaught, inauguró la estatua. La estatua de la Ciudad de México fue presentada por el presidente de los Estados Unidos, Lyndon B. Johnson al pueblo de México en 1964. Posteriormente, Johnson recibió una pequeña copia del busto de la estatua, que desde entonces a menudo se ve exhibida en la Oficina Oval de la Casa Blanca. En 2016, se instaló una réplica recién fundida de la estatua de altura completa en el jardín del sitio histórico nacional de Saint-Gaudens en Cornualles.

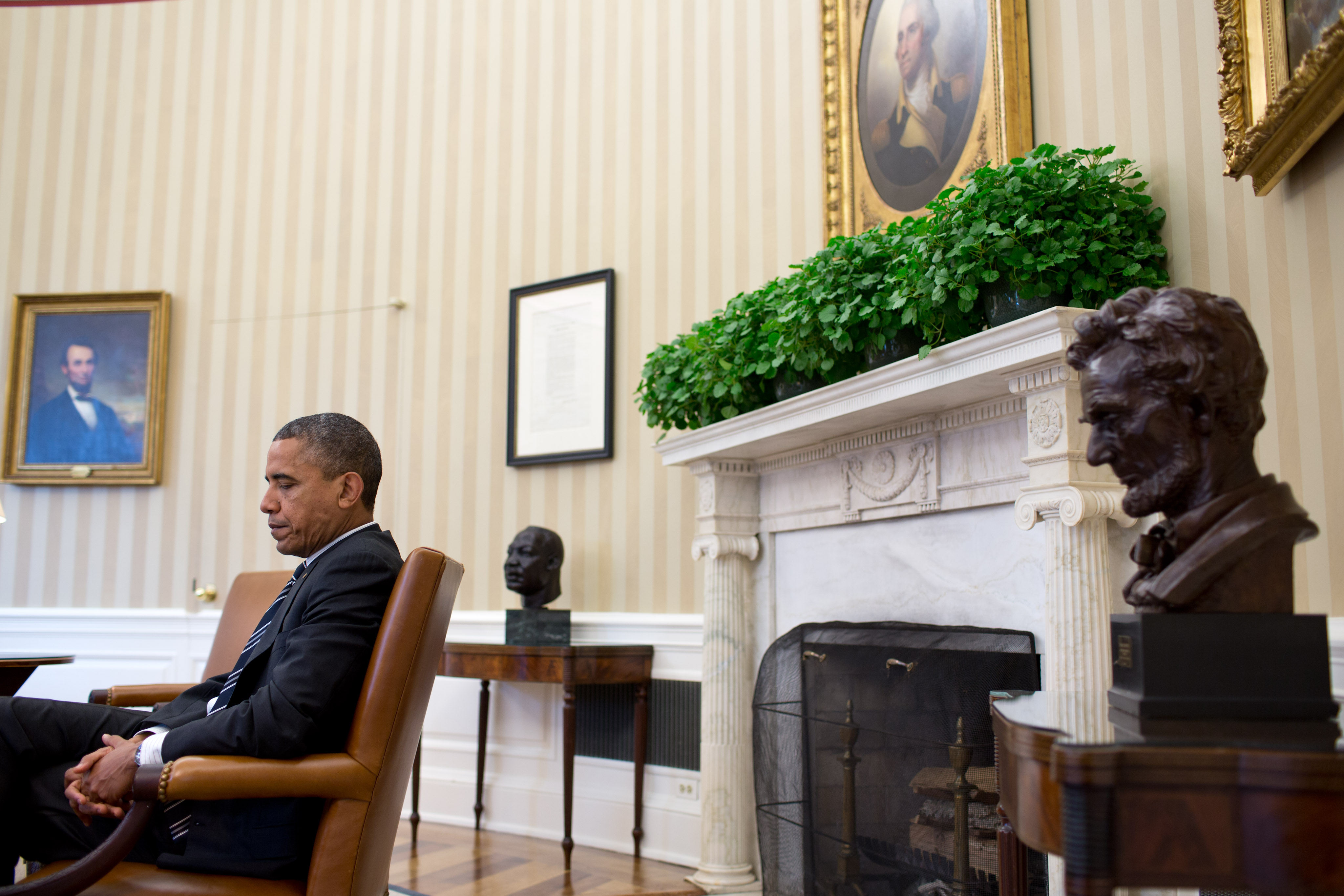
Pequeña copia del busto de la estatua en el Despacho Oval.

### Reducciones
A partir de 1910, la viuda de Saint-Gaudens, Augusta, supervisó la fundición de varias réplicas más pequeñas de la estatua, reducidas a poco menos de un tercio del tamaño del original.
- Museo Metropolitano de Arte, Nueva York: primer elenco, vendido a Clara Stone Hay, 1911, anteriormente expuesto en Washington. La escultura perteneció a la familia del asistente de Lincoln en la Casa Blanca, John Milton Hay.
- Galería de Arte de la Universidad Yale, New Haven: segundo elenco: regalo de Allison Armor, 1937, comprado originalmente por George Armour.
- Museos de arte de Harvard: tercer elenco - comprado a Doll & Richards, Boston, por Grenville L.Winthrop, 1912.
- Escuela Hotchkiss: donada por Homer Sawyer, posiblemente en 1939-1940.
- Museo de Arte Carnegie, Pittsburgh: regalo de Charles Rosenbloom, 1943.
- Distrito Escolar de Chazy, Nueva York: comprado en 1923 por William H. Miner.
- Instituto de Artes de Detroit: donado por la Sra. Walter O. Briggs, 1952.
- Forest Lawn Memorial Park, Hollywood Hills: emitido en 1940 por Gorham.
- Museo Henry Ford, Dearborn, Michigan: obsequio de Ford Motor Company.
- Biblioteca Carnegie, Biblioteca del Distrito de Jackson, Jackson, Michigan: regalo, 1915.
- Biblioteca de la Universidad Lincoln Memorial, Harrogate, Tennessee: donada por Sarah Lynn en memoria de su esposo, John Lynn, en 1938.
- Tumba de Lincoln, Springfield, Illinois.
- Museo de Newark, Newark, Nueva Jersey: regalo de Franklin Murphy, 1920.
- Saint-Gaudens Memorial, Cornish, Nueva Hampshire: donado por Augusta Saint-Gaudens, 1919.
- Escuela Fay, Southborough, Massachussetts.
- Escuela de Idiomas Abraham Lincoln, La Habana, Cuba.